# Tughra

Tughra del sultà Mahmut II.

Tughra o tugra (turc otomà: طغراء) és el signe o signatura individual dels sultans de l'Imperi Otomà, compost a partir del seu nom i utilitzat per aquests com a segell.
La firma de la imatge de la dreta pertany al soldà Mahmut II i reprodueix, superposadament, el seu nom en turc otomà, Mahmud-Han ibn Abdülhamid Mudhaffar Daima.
Els tughra servien per a un propòsit similar a la cartel·la en l'antic Egipte o el Royal Cypher dels monarques britànics. Cada sultà otomà va tenir el seu tughra individual.

## Exemples detughrade diversos sultans otomans

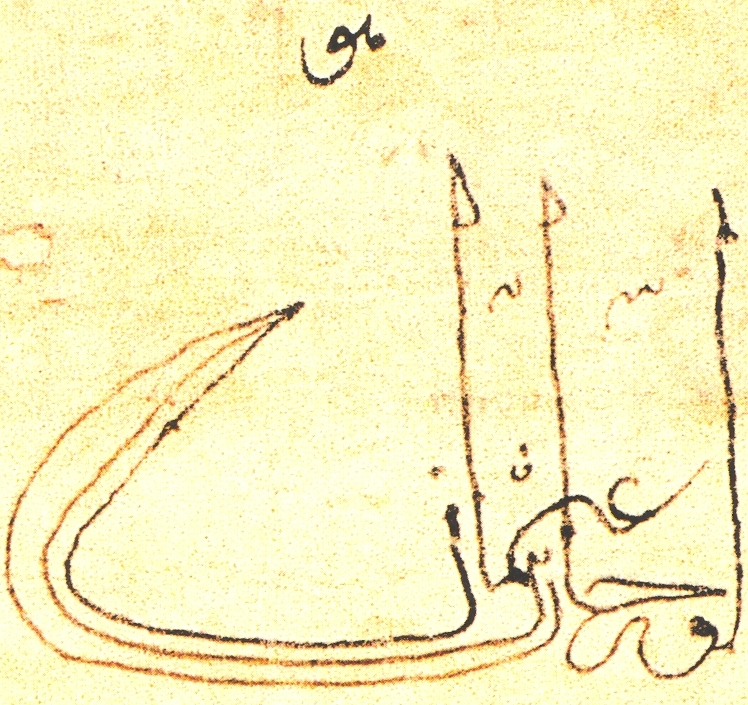
El primer tughra, d'Orhan I (1326).
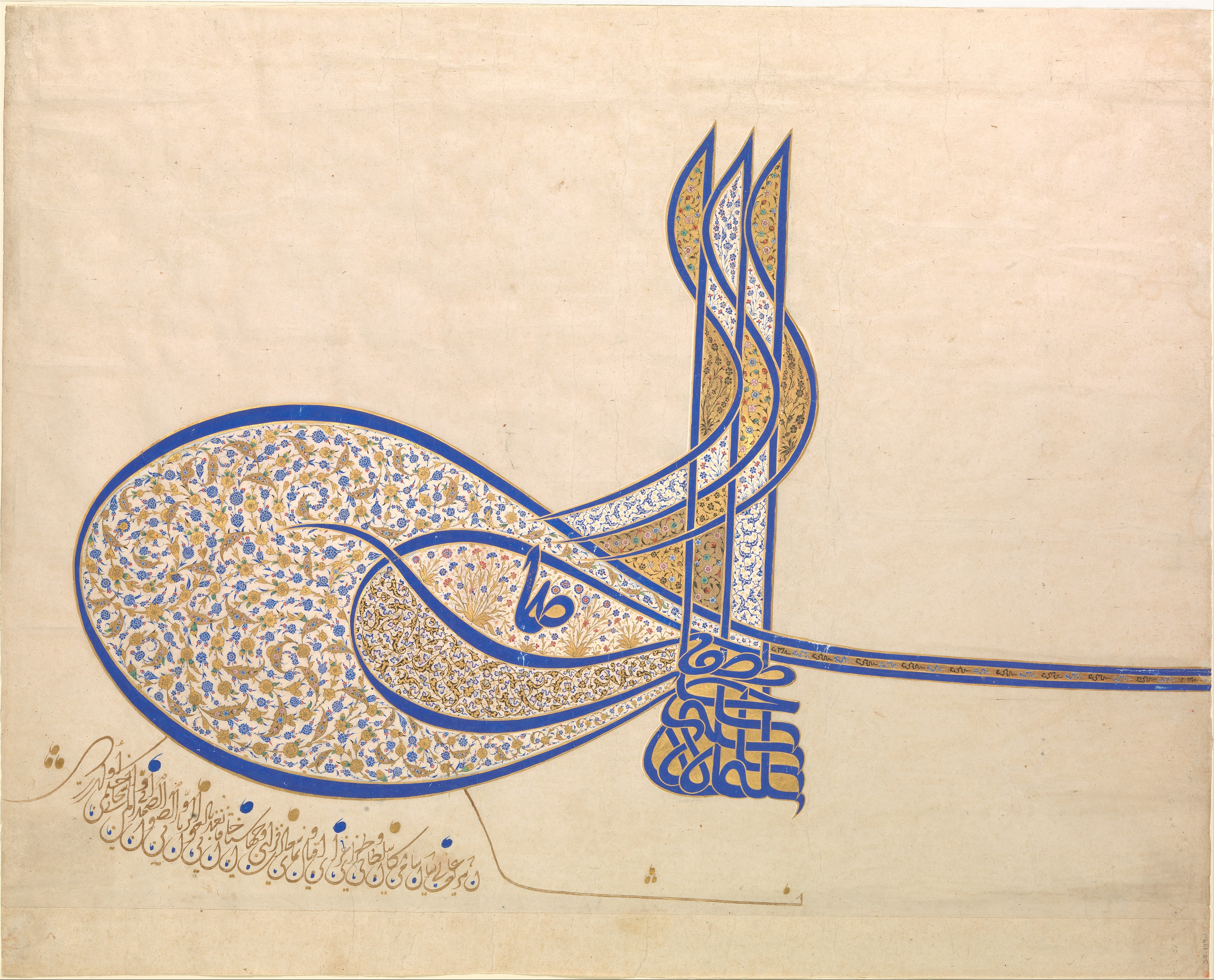
Tughra de Solimà el Magnífic (1520).
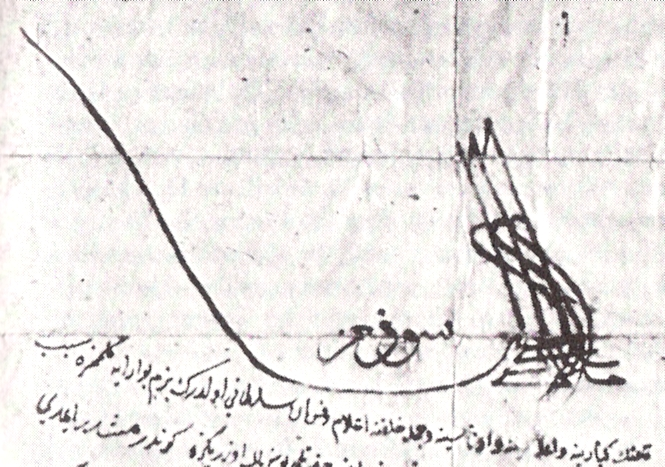
Tughra de Mehmet IV (1683).
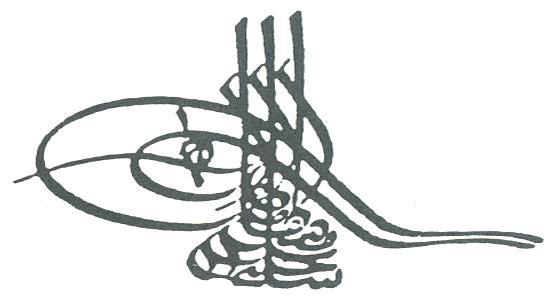
Tughra de Selim III (1789).
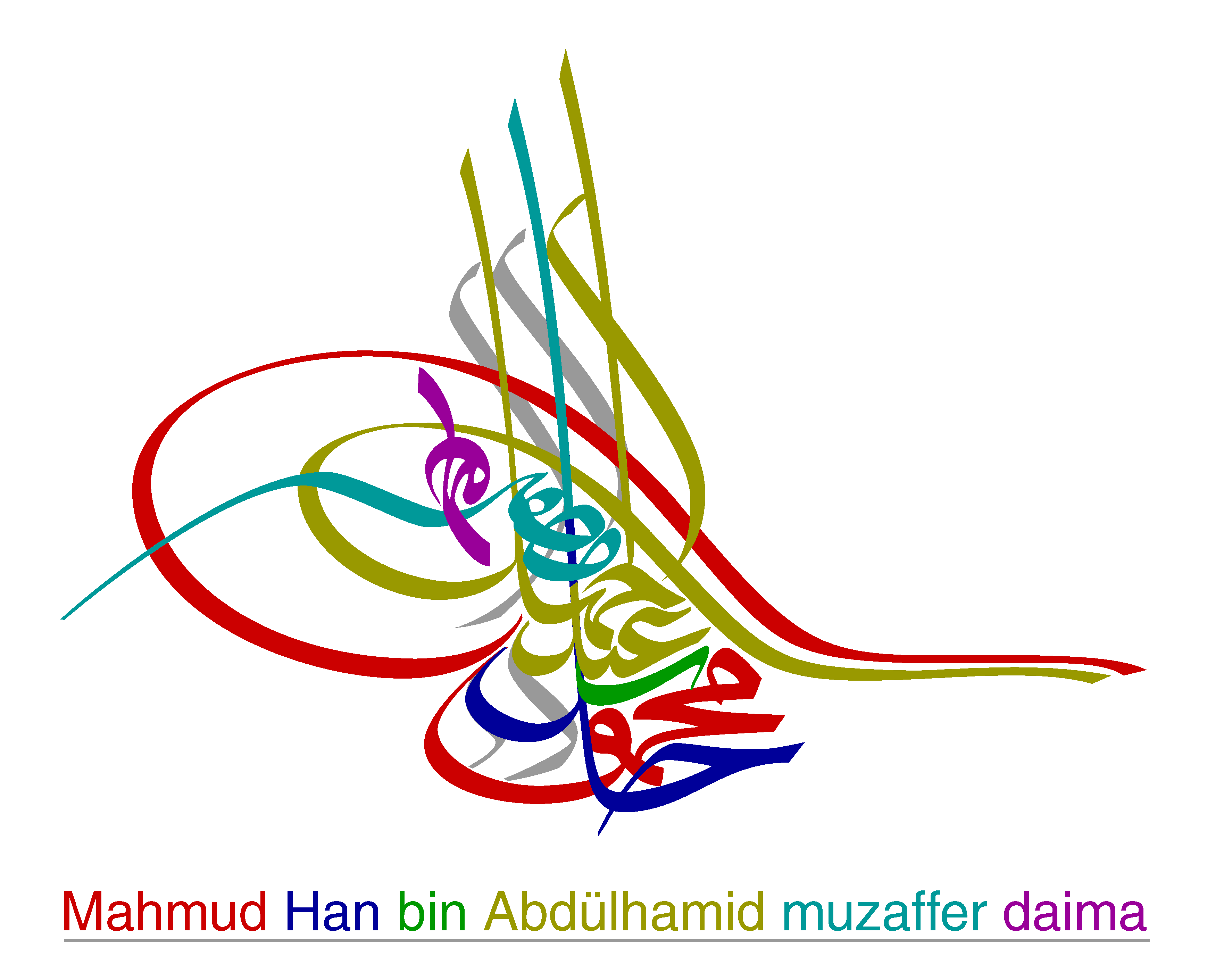
Tughra de Mahmut II (1808).
Tughra d'Abdul Hamid II (1876).
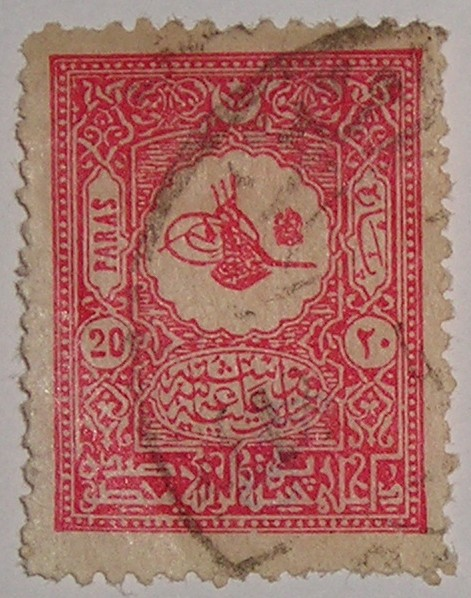
Tughra d'Abdul Hamid II en un segell postal otomà de 1901.
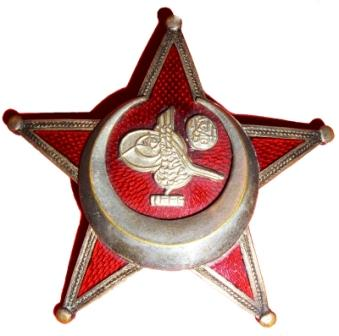
Tughra de Mehmet V (1909-1918) en una insígnia de guerra (Estrella de la batalla de Gal·lípoli).
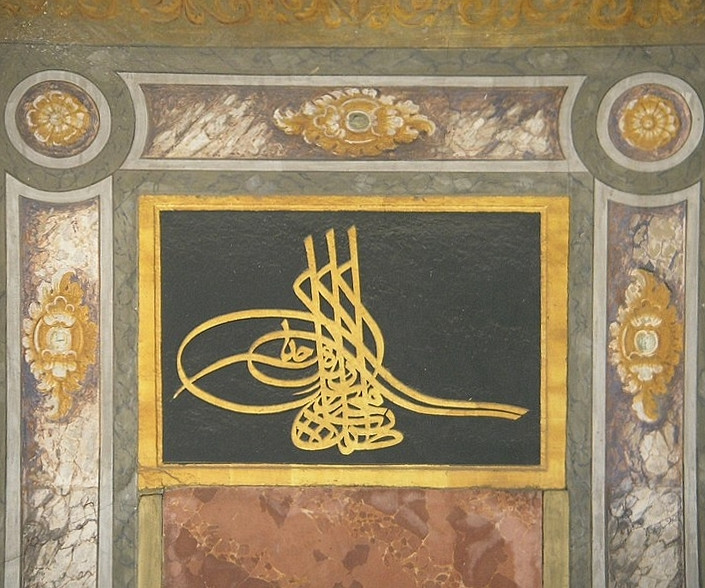
Tughra a l'Entrada de la Felicitat, al Palau de Topkapı.
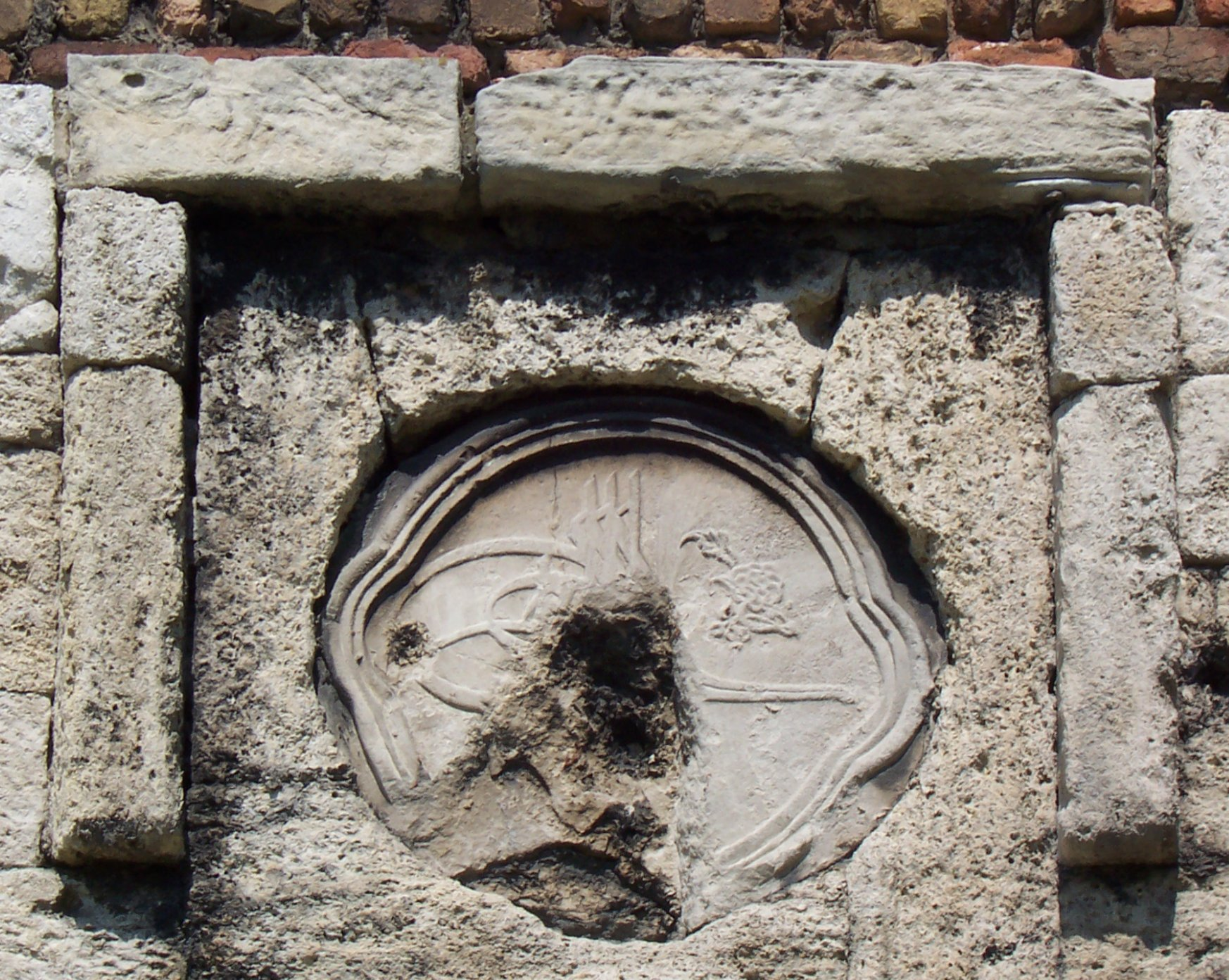
Tughra sobre el portal d'entrada al port, a Belgrad.